# شاپرک‌واران چندپر
شاپرک‌واران چندپر یا شاپرک‌واران پُرپر (به لاتین: Aluctoidea) ابرخانواده شاپرک‌های چندپر و دروغین است. این پروانه‌های کوچک به آسانی از طریق بالهایشان تشخیص داده می‌شوند. هر کدام از نوارهای باریک غشایی (معمولاً بیش از ۳) در پیرامون رگبال‌های اصلی به جای یک ورقه غشایی ممتد بین رگبال‌ها تشکیل شده‌است. با این حال، در پروانه‌های زنده در طبیعت، اغلب به سختی قابل دیدن است. هنگامی که آنها در حال استراحت هستند، «پرها» تا حدی روی هم قرار می‌گیرند و به صورت بال‌های جامد پدیدار می‌شوند. اما حتی در این صورت، آنها را می‌توان با بال‌هایی که دارای یک الگوی طولی مشخص و لبه ناهموار هستند، تشخیص داد.
آنها حداکثر شامل دو خانواده هستند:
- شاپرکان چندپر (Alucitidae)
- شاپرکان پردار دروغین (Tineodidae)